# Aeropuerto de Nápoles-Capodichino
El Aeropuerto de Nápoles-Capodichino (en italiano: Aeroporto di Napoli-Capodichino) (IATA: NAP, OACI: LIRN) - cuyo nombre oficial es "Ugo Niutta" - es el aeropuerto que da servicio a Nápoles, Italia. Está localizado en el distrito Capodichino de Nápoles y parcialmente en el municipio de Casoria.
El aeropuerto tiene dos terminales, sin embargo, la Terminal 2 se encuentra lejos del campo de vuelos y es utilizado solo para vuelos chárter. La Terminal 1 es la construcción destinada a las salidas de los pasajeros de vuelos regulares. El aeropuerto está operado por GE.S.A.C.(Società di Gestione Servizi Aeroporti Campani). En marzo de 2003 GE.S.A.C. asumió la dirección total del aeropuerto internacional de Nápoles con una licencia de uso de 40 años, válido por tanto hasta 2043. La compañía que dirige el aeropuerto es la responsable de la gestión del aeropuerto y la coordinación y control de las actividades de todos los operadores privados presentes en el aeropuerto.
Capodichino alberga algunas empresas aeronáuticas, como Atitech, Alenia Aeronautica, Aeronavali, Tecnam Costruzioni Aeronautiche. El aeropuerto continúa siendo una base aérea (Fuerza Aérea Italiana 5° unidad de Mantenimiento, Reparaciones & revisión - Armada de los Estados Unidos Base de apoyo y terminal aérea).

## Historia
El distrito de Capodichino - en el área conocida como "Campo di Marte" - albergó en 1910 la primera exhibición de vuelos en Nápoles. Durante la Primera Guerra Mundial, "Campo di Marte" se convirtió en un aeropuerto militar para defender a las ciudades del entorno contra los ataques aéreos alemanes y austro-húngaros. Dedicado a Ugo Niutta, aviador napolitano condecorado con una medalla de oro al valor militar, el aeropuerto fue una base aérea durante la Era Fascista y la Segunda Guerra Mundial
El tráfico comercial no comenzó hasta el 1950. En 1980 GE.S.A.C. ("Gestione Servizi Aeroporto Capodichino") entró en la administración del aeropuerto (en 1982 se convirtió en "Gestione Servizi Aeroporti Campani") y participó en el consorcio de la ciudad, la provincia de Nápoles y Alitalia. En 1995 GE.S.A.C. diseñó - con ayuda de BAA - un nuevo plan director, que marcó el comienzo de un plan de desarrollo de veinte años. Tras dos años (1997) GE.S.A.C. se convirtió en el primer aeropuerto privatizado en Italia: BAA adquirió el 70% de las acciones del paquete accionarial del Consorcio de la ciudad y de la provincia de Nápoles. En 1998 se abrió la "Galleria Napoli", una zona de compras abierta los 365 días del año dentro de la Terminal 1. En 2002, el príncipe Carlos de Inglaterra inauguró la nueva sala de embarque.
En 2017, al Aeropuerto de Nápoles-Capodichino le fue otorgado el "Aci Europe award" como mejor aeropuerto europeo en la categoría 5-10 millones de viajeros. El año siguiente, fue el primer aeropuerto italiano en utilizar autobuses eléctricos.

## Datos del aeropuerto
El aeropuerto tiene una sola pista (orientación: 06/24 - longitud: 2.628 m - resistencia: PCN90/F/B/W/T - asistencias: PAPI, ILS) de conglomerado y hormigón, con una calle de rodadura. Existe una plataforma con 29 posiciones, nueve de las cuales con maniobras autónomas y los demás precisan de tractores de retroceso.
El aeropuerto tiene la clase 4D de ICAO y tiene la clasificación de aeropuerto militar abierto al tráfico comercial las 24 horas/día (cerrado a vuelos chárter de 11:00 p. m. a 6:00 a. m. de hora local).

## Tráfico y estadísticas

### Evolución del tráfico de pasajeros

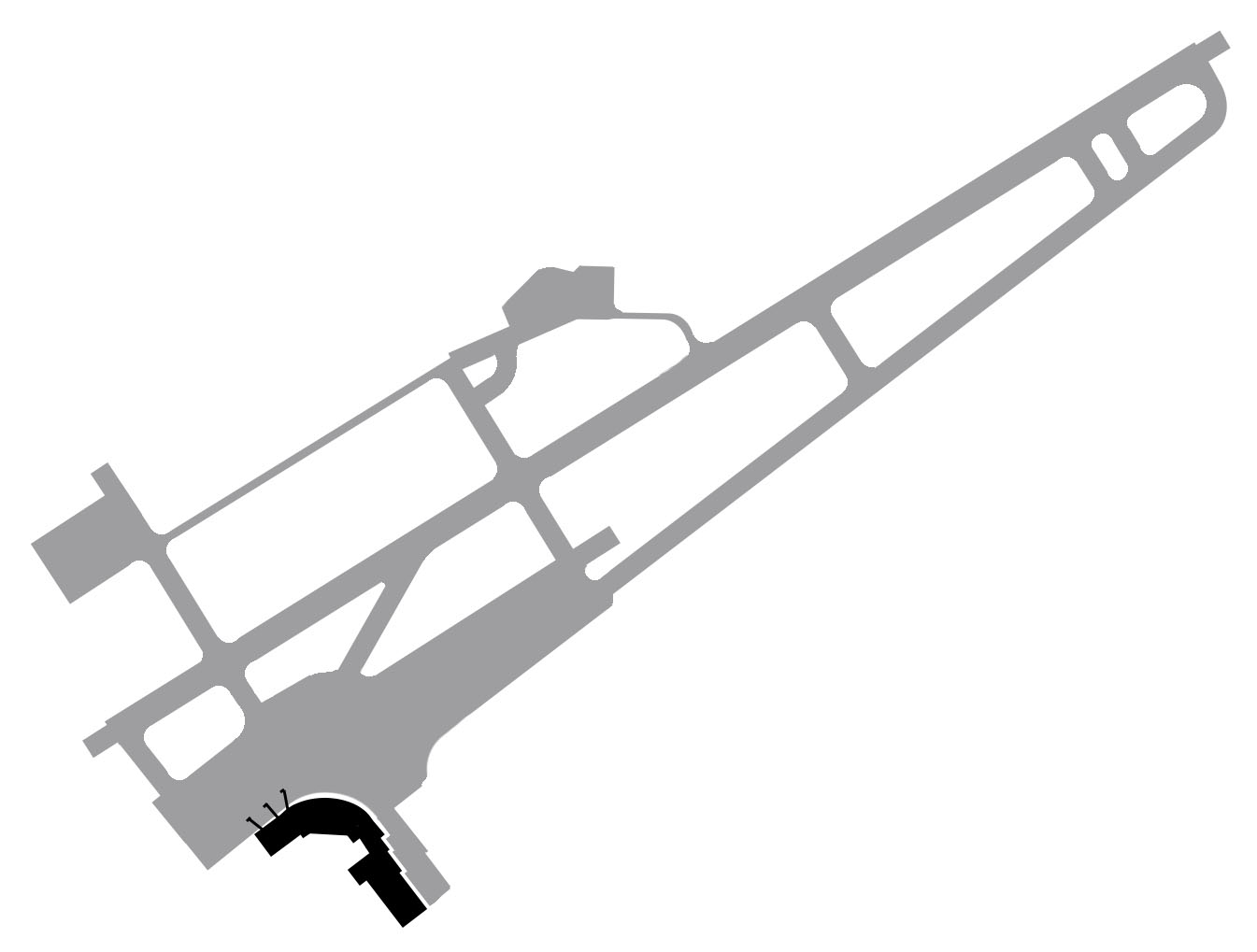
Configuración de pistas del aeropuerto.

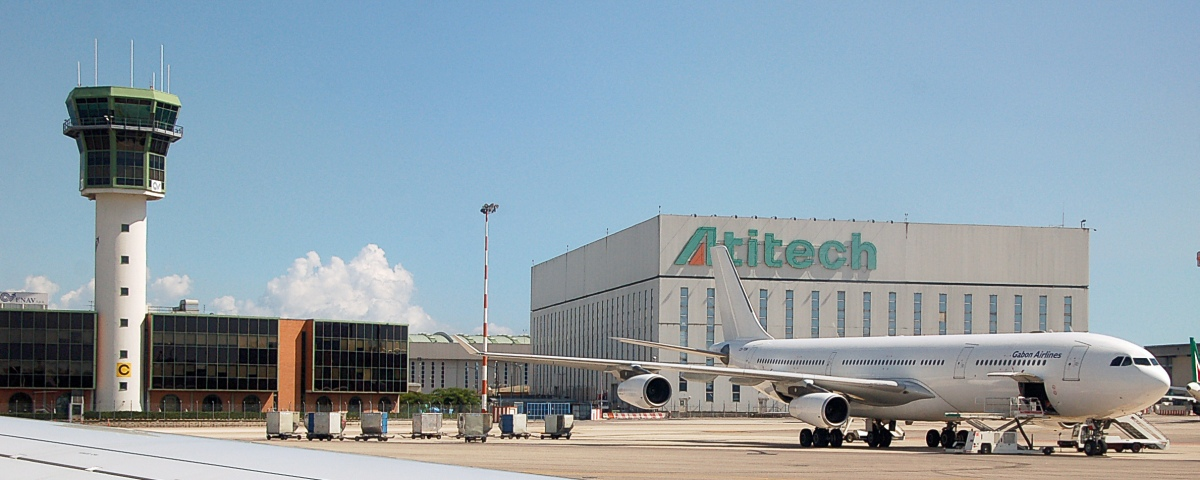
Torre de control.

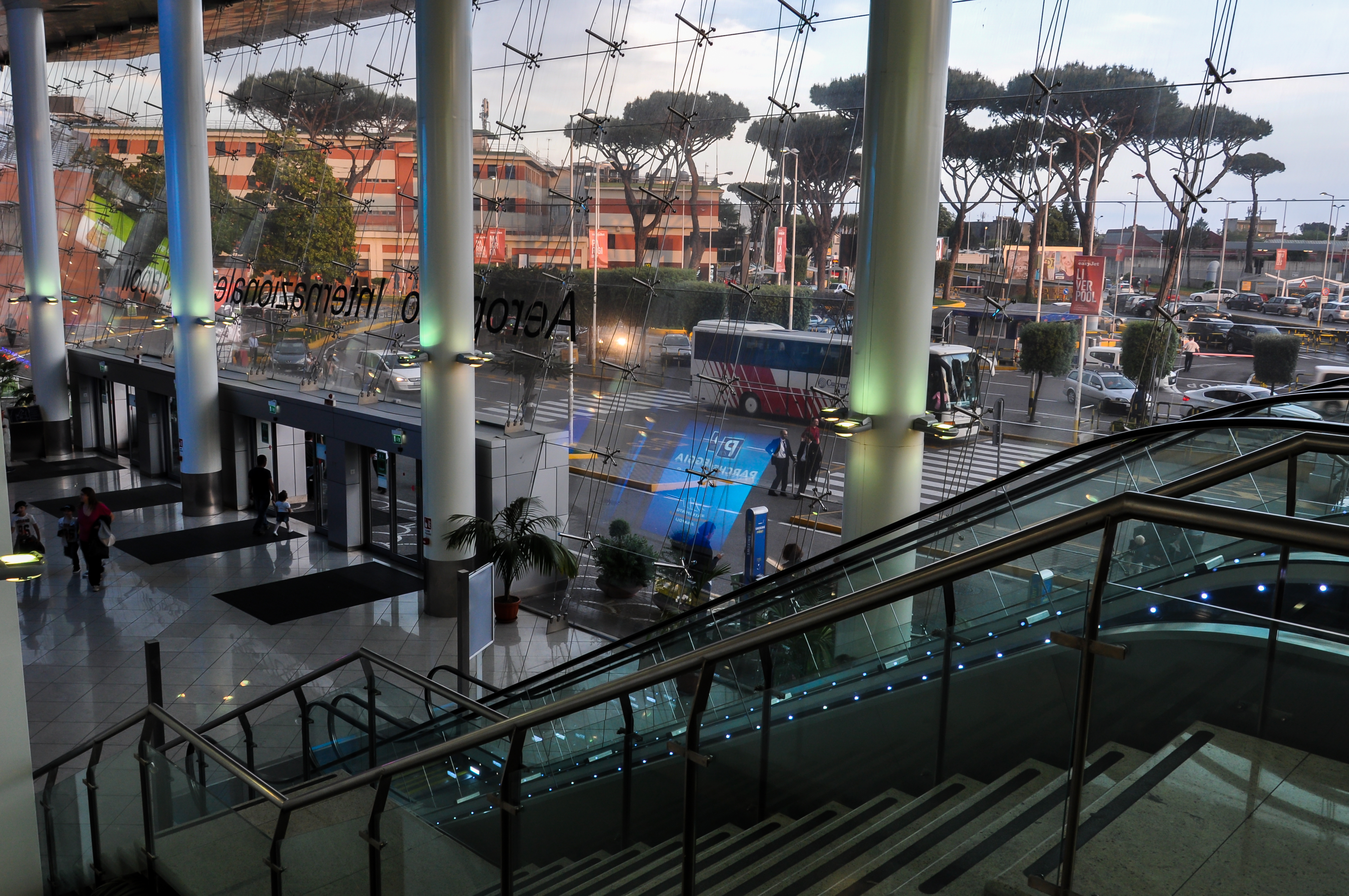
Entrada.

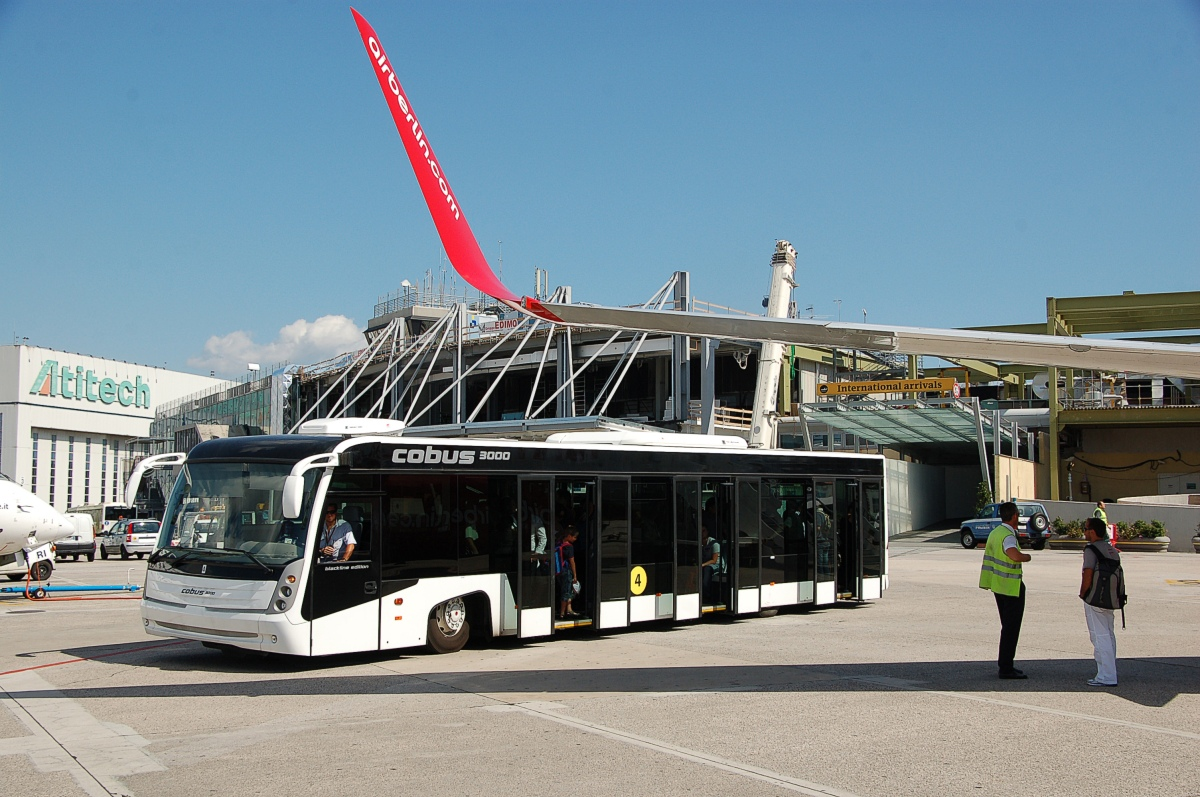
Transporte en la zona de llegadas internacionales.

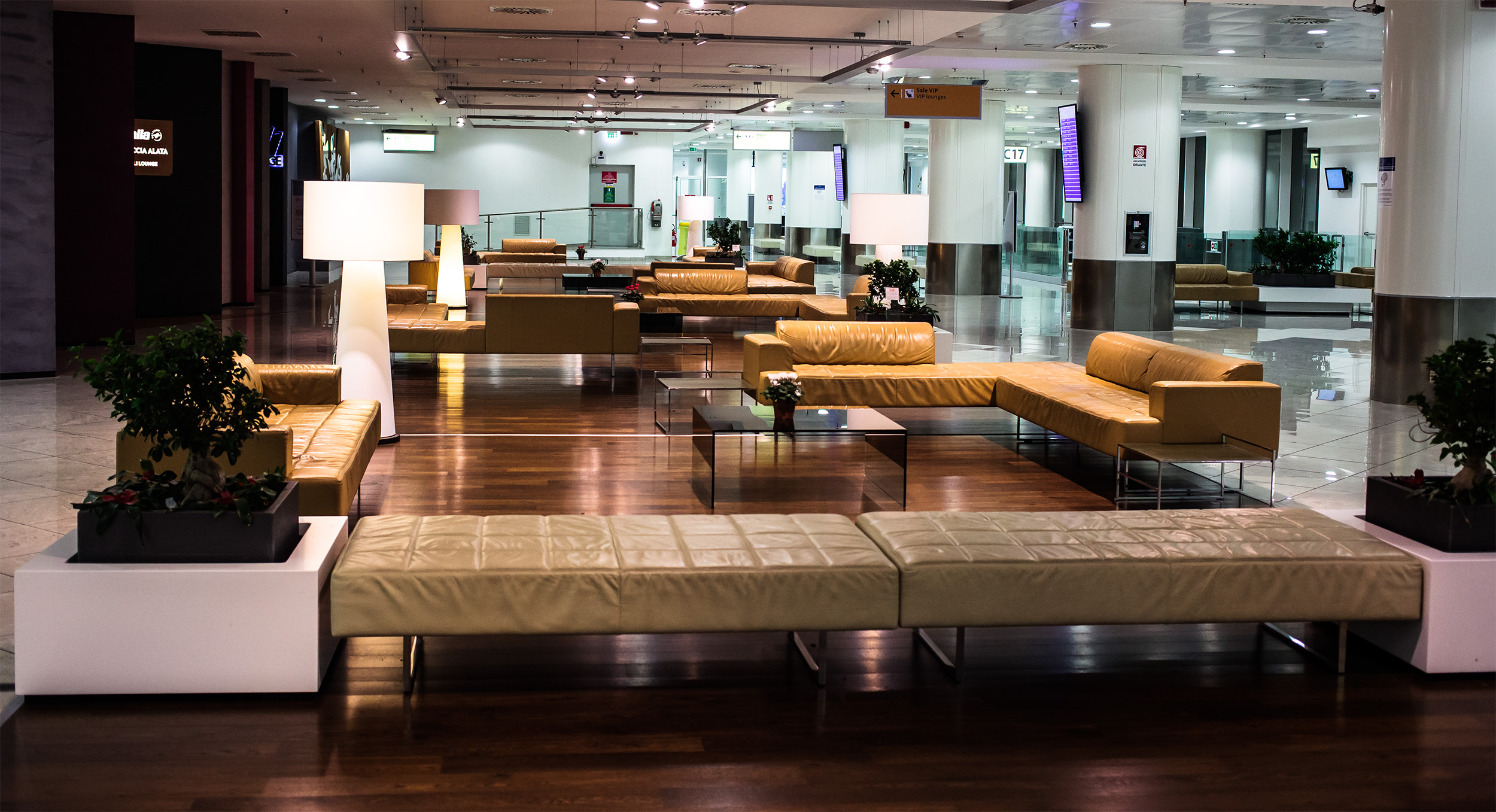
Zona de embarque.

Ver fuente y consulta Wikidata.
| Año  | Pasajeros  | +/-    |
| ---- | ---------- | ------ |
| 2024 | 10.286.508 | 4,3%   |
| 2023 | 12.394.911 | 13,5%  |
| 2022 | 10.918.234 | 135,5% |
| 2021 | 4.636.501  | 66,8%  |
| 2020 | 2.779.946  | 74,4%  |
| 2019 | 10.860.068 | 9,3%   |
| 2018 | 9.932.029  | 15,8%  |
| 2017 | 8.577.507  | 26,6%  |
| 2016 | 6.775.988  | 9.9%   |
| 2015 | 6.163.188  | 3.4%   |
| 2014 | 5.960.035  | 9.5%   |
| 2013 | 5.444.422  | 6,2%   |
| 2012 | 5.801.836  | 0,6%   |
| 2011 | 5.768.873  | 3,3%   |
| 2010 | 5.584.114  | 5,0%   |
| 2009 | 5.322.161  | 5,7%   |
| 2008 | 5.642.266  | 2,3%   |
| 2007 | 5.775.838  | 13,3%  |
| 2006 | 5.095.969  | 11,1%  |
| 2005 | 4.588.695  | 1,0%   |
| 2004 | 4.632.388  | 1,3%   |
| 2003 | 4.587.163  | 11,0%  |
| 2002 | 4.136.874  | 3,6%   |
| 2001 | 4.053.791  | 3,2%   |
| 2000 | 4.132.508  | 13,0%  |

### Rutas más importantes
| Rank | Ciudad         | Pasajeros |
| ---- | -------------- | --------- |
| 01   | Milán-Malpensa | 681.008   |
| 02   | Milán-Linate   | 541.602   |
| 03   | Milán-Bérgamo  | 446.368   |
| 04   | Venecia        | 433.563   |
| 05   | Catania        | 371.139   |
| 06   | Palermo        | 349.217   |
| 07   | Turín          | 320.989   |

| Rank | Ciudad                  | Pasajeros |
| ---- | ----------------------- | --------- |
| 01   | París-Orly              | 417.349   |
| 02   | Barcelona               | 393.258   |
| 03   | París-Charles de Gaulle | 375.494   |
| 04   | Londres-Gatwick         | 316.323   |
| 05   | Múnich                  | 277.769   |
| 06   | Madrid                  | 268.995   |
| 07   | Ámsterdam               | 260.536   |
| 08   | Viena                   | 231.592   |
| 09   | Fráncfort               | 204.873   |
| 10   | Londres-Stansted        | 204.121   |
| 11   | Londres-Heathrow        | 198.696   |
| 12   | Sharm el-Sheij          | 191.733   |
| 13   | Estambul                | 155.833   |
| 14   | Tel Aviv                | 146.621   |
| 15   | Ginebra                 | 140.991   |
| 16   | Zúrich                  | 138.365   |
| 17   | Mánchester              | 135.107   |

Fuente: ENAC, Datos de tráfico 2023 (en italiano)

## Aerolíneas y destinos

### Destinos nacionales
| Ciudad                       | Nombre del aeropuerto                         | Aerolíneas             | Aeronaves    | Frecuencias semanales |        |
| Italia                       | Italia                                        | Italia                 | Italia       | Italia                | Italia |
| ---------------------------- | --------------------------------------------- | ---------------------- | ------------ | --------------------- | ------ |
| Alguer                       | Aeropuerto de Alghero-Fertilia                | easyJet Europe Volotea | A3xx A3xxceo |                       |        |
| Bolonia                      | Aeropuerto de Bolonia                         | Ryanair                | B737         |                       |        |
| Cagliari                     | Aeropuerto de Cagliari-Elmas                  | easyJet Europe Volotea | A3xx A3xxceo |                       |        |
| Catania                      | Aeropuerto de Catania-Fontanarossa            | easyJet Europe Volotea | A3xx A3xxceo |                       |        |
| Génova                       | Aeropuerto de Génova                          | Volotea                | A3xxceo      |                       |        |
| Milán                        |                                               |                        |              |                       |        |
| Aeropuerto de Milán-Bérgamo  | Ryanair                                       | B737                   |              |                       |        |
| Aeropuerto de Milán-Linate   | ITA Airways                                   | A                      |              |                       |        |
| Aeropuerto de Milán-Malpensa | easyJet Europe                                | A3xx                   |              |                       |        |
| Olbia                        | Aeropuerto de Olbia-Costa Smeralda            | easyJet Europe Volotea | A3xx A3xxceo |                       |        |
| Palermo                      | Aeropuerto de Palermo-Punta Raisi             | easyJet Europe Volotea | A3xx A3xxceo |                       |        |
| Roma                         | Aeropuerto de Roma-Fiumicino                  | ITA Airways            | A            |                       |        |
| Treviso                      | Aeropuerto de Sant'Angelo Treviso             | Ryanair                | B737         |                       |        |
| Trieste                      | Aeropuerto de Trieste - Friuli Venezia Giulia | Volotea                | A3xxceo      |                       |        |
| Turín                        | Aeropuerto de Turín-Caselle                   | easyJet Europe Volotea | A3xx A3xxceo |                       |        |
| Venecia                      | Aeropuerto Internacional Marco Polo           | easyJet Europe         | A3xx         |                       |        |
| Verona                       | Aeropuerto de Verona-Villafranca              | Volotea                | A3xxceo      |                       |        |

### Destinos internacionales
| Marruecos                 |                                                        |                                             |                |  |
| Casablanca                | Aeropuerto Internacional Mohammed V                    | Air Arabia Maroc                            | A320-214       |  |
| Marrakech                 | Aeropuerto de Marrakech-Menara                         | Ryanair                                     | B737           |  |
| Túnez                     |                                                        |                                             |                |  |
| Túnez                     | Aeropuerto Internacional de Túnez-Cartago              | Tunisair                                    |                |  |
| América del Norte         |                                                        |                                             |                |  |
| Estados Unidos            |                                                        |                                             |                |  |
| Atlanta                   | Aeropuerto Internacional Hartsfield-Jackson            | Delta Air Lines (Inicia 23 de mayo ds 2025) |                |  |
| Nueva York                | Aeropuerto Internacional Libertad de Newark            | United Airlines                             |                |  |
| Asia                      |                                                        |                                             |                |  |
| Egipto                    |                                                        |                                             |                |  |
| Sharm el-Sheij            | Aeropuerto Internacional de Sharm el-Sheij             | Air Arabia Egypt Air Cairo                  | A320-214 A32x  |  |
| EAU                       |                                                        |                                             |                |  |
| Dubái                     | Aeropuerto Internacional de Dubái                      | flydubai                                    | B737-8MAX      |  |
| Israel                    |                                                        |                                             |                |  |
| Tel Aviv                  | Aeropuerto Internacional Ben Gurión                    | easyJet Europe El Al                        | A3xx B7x7      |  |
| Europa                    |                                                        |                                             |                |  |
| Alemania                  |                                                        |                                             |                |  |
| Berlín                    | Aeropuerto de Berlín-Schönefeld                        | easyJet Europe Ryanair                      | A3xx B737      |  |
| Colonia                   | Aeropuerto de Colonia/Bonn                             | Eurowings                                   |                |  |
| Düsseldorf                | Aeropuerto Internacional de Düsseldorf                 | Eurowings Laudamotion                       | A320-200       |  |
| Fráncfort                 | Aeropuerto de Fráncfort del Meno                       | Condor Lufthansa                            |                |  |
| Hahn                      | Aeropuerto de Fráncfort-Hahn                           | Ryanair                                     | B737           |  |
| Hamburgo                  | Aeropuerto de Hamburgo                                 | Eurowings                                   |                |  |
| Hannover                  | Aeropuerto de Hannover                                 | Eurowings                                   |                |  |
| Múnich                    | Aeropuerto Internacional de Múnich-Franz Josef Strauss | Eurowings Lufthansa                         |                |  |
| Núremberg                 | Aeropuerto de Núremberg                                | Ryanair                                     | B737           |  |
| Stuttgart                 | Aeropuerto de Stuttgart                                | Eurowings Laudamotion                       | A320-200       |  |
| Austria                   |                                                        |                                             |                |  |
| Viena                     | Aeropuerto de Viena-Schwechat                          | Austrian Airlines easyJet Europe            | A3xx           |  |
| Bélgica                   |                                                        |                                             |                |  |
| Bruselas                  | Aeropuerto de Bruselas-National                        | Brussels Airlines                           | A3xx           |  |
| Bruselas                  | Aeropuerto de Bruselas Sur                             | Ryanair                                     | B737           |  |
| Bulgaria                  |                                                        |                                             |                |  |
| Sofía                     | Aeropuerto de Sofía                                    | Wizz Air                                    | A32x           |  |
| Croacia                   |                                                        |                                             |                |  |
| Split                     | Aeropuerto de Split                                    | easyJet Europe                              | A3xx           |  |
| Dinamarca                 |                                                        |                                             |                |  |
| Copenhague                | Aeropuerto de Copenhague-Kastrup                       | Ryanair SAS                                 | B737           |  |
| España                    |                                                        |                                             |                |  |
| Bilbao                    | Aeropuerto de Bilbao                                   | Volotea                                     | A3xxceo        |  |
| Barcelona                 | Aeropuerto de Barcelona-El Prat                        | easyJet Europe Ryanair Vueling              | A3xx B737 A3xx |  |
| Ibiza                     | Aeropuerto de Ibiza                                    | easyJet Europe                              | A3xx           |  |
| Málaga                    | Aeropuerto de Málaga-Costa del Sol                     | Ryanair                                     | B737           |  |
| Madrid                    | Aeropuerto Adolfo Suárez Madrid-Barajas                | Iberia Express Ryanair                      | A32x B737      |  |
| Menorca                   | Aeropuerto de Menorca                                  | easyJet Europe                              | A3xx           |  |
| Palma de Mallorca         | Aeropuerto de Palma de Mallorca                        | easyJet Europe                              | A3xx           |  |
| Sevilla                   | Aeropuerto de Sevilla                                  | Ryanair                                     | B737           |  |
| Tenerife                  | Aeropuerto de Tenerife Sur                             | easyJet Europe                              | A3xx           |  |
| Valencia                  | Aeropuerto de Valencia                                 | Ryanair                                     | B737           |  |
| Finlandia                 |                                                        |                                             |                |  |
| Helsinki                  | Aeropuerto de Helsinki-Vantaa                          | Finnair                                     |                |  |
| Francia                   |                                                        |                                             |                |  |
| Burdeos                   | Aeropuerto de Burdeos-Mérignac                         | Ryanair Volotea                             | B737 A3xxceo   |  |
| Lyon                      | Aeropuerto de Lyon-Saint Exupéry                       | easyJet Europe                              | A3xx           |  |
| Marsella                  | Aeropuerto de Marsella-Provenza                        | Ryanair Volotea                             | B737 A3xxceo   |  |
| Nantes                    | Aeropuerto de Nantes Atlantique                        | Ryanair Volotea                             | B737 A3xxceo   |  |
| Niza                      | Aeropuerto Internacional de Niza-Costa Azul            | easyJet Europe                              | A3xx           |  |
| París                     | Aeropuerto de París-Charles de Gaulle                  | Air France                                  |                |  |
| París                     | Aeropuerto de París-Orly                               | easyJet Europe Transavia France             | A3xx           |  |
| Toulouse                  | Aeropuerto de Toulouse-Blagnac                         | Ryanair Volotea                             | B737 A3xxceo   |  |
| Grecia                    |                                                        |                                             |                |  |
| Atenas                    | Aeropuerto Internacional Eleftherios Venizelos         | Aegean Airlines easyJet Europe              | A32x A3xx      |  |
| Cefalonia                 | Aeropuerto Internacional de Cefalonia                  | Volotea                                     | A3xxceo        |  |
| Corfú                     | Aeropuerto Internacional de Corfú                      | easyJet Europe                              | A3xx           |  |
| Heraclión                 | Aeropuerto Internacional de Heraclión                  | Volotea                                     | A3xxceo        |  |
| La Canea                  | Aeropuerto Internacional de La Canea                   | Ryanair                                     | B737           |  |
| Míconos                   | Aeropuerto Nacional de Míconos                         | easyJet Europe Volotea                      | A3xx A3xxceo   |  |
| Préveza                   | Aeropuerto Nacional de Préveza                         | Volotea                                     | A3xxceo        |  |
| Rodas                     | Aeropuerto Internacional de Rodas-Diágoras             | Ryanair Volotea                             | B737 A3xxceo   |  |
| Salónica                  | Aeropuerto Internacional Macedonia                     | Ryanair                                     | B737           |  |
| Santorini                 | Aeropuerto Nacional de Santorini                       | Volotea                                     | A3xxceo        |  |
| Scíathos                  | Aeropuerto Internacional de Scíathos                   | Volotea                                     | A3xxceo        |  |
| Zante                     | Aeropuerto Internacional de Zante                      | Volotea                                     | A3xxceo        |  |
| Hungría                   |                                                        |                                             |                |  |
| Budapest                  | Aeropuerto de Budapest-Ferenc Liszt                    | Ryanair Wizz Air                            | B737 A32x      |  |
| Irlanda                   |                                                        |                                             |                |  |
| Cork                      | Aeropuerto de Cork                                     | Ryanair                                     | B737           |  |
| Dublín                    | Aeropuerto de Dublín                                   | Aer Lingus Ryanair                          | A3xx B737      |  |
| Irlanda del Norte         |                                                        |                                             |                |  |
| Belfast                   | Aeropuerto Internacional de Belfast                    | easyJet Jet2.com                            | A3xx           |  |
| Lituania                  |                                                        |                                             |                |  |
| Kaunas                    | Aeropuerto de Kaunas                                   | Ryanair                                     | B737           |  |
| Luxemburgo                |                                                        |                                             |                |  |
| Luxemburgo                | Aeropuerto de Luxemburgo Findel                        | Luxair                                      |                |  |
| Malta                     |                                                        |                                             |                |  |
| Malta                     | Aeropuerto Internacional de Malta                      | easyJet Europe Ryanair                      | A3xx B737      |  |
| Países Bajos              |                                                        |                                             |                |  |
| Ámsterdam                 | Aeropuerto de Ámsterdam-Schiphol                       | easyJet Europe KLM Transavia                | A3xx           |  |
| Eindhoven                 | Aeropuerto de Eindhoven                                | Ryanair                                     | B737           |  |
| Noruega                   |                                                        |                                             |                |  |
| Oslo                      | Aeropuerto de Oslo-Gardermoen                          | Norwegian Air Shuttle                       | B737           |  |
| Polonia                   |                                                        |                                             |                |  |
| Breslavia                 | Aeropuerto de Breslavia-Copérnico                      | Ryanair                                     | B737           |  |
| Cracovia                  | Aeropuerto de Cracovia-Juan Pablo II                   | easyJet Europe Ryanair                      | A3xx B737      |  |
| Katowice                  | Aeropuerto Internacional de Katowice                   | Wizz Air                                    | A32x           |  |
| Varsovia                  | Aeropuerto de Varsovia-Modlin                          | Ryanair Wizz Air                            | B737 A32x      |  |
| Portugal                  |                                                        |                                             |                |  |
| Faro                      | Aeropuerto de Faro                                     | easyJet Europe                              | A3xx           |  |
| Lisboa                    | Aeropuerto Internacional de Lisboa                     | Ryanair TAP Portugal                        | B737 A3xx      |  |
| Oporto                    | Aeropuerto de Oporto-Francisco Sá Carneiro             | Ryanair                                     | B737           |  |
| Reino Unido               |                                                        |                                             |                |  |
| Birmingham                | Aeropuerto Internacional de Birmingham-West Midlands   | Jet2.com                                    |                |  |
| Brístol                   | Aeropuerto Internacional de Brístol                    | easyJet                                     | A3xx           |  |
| East Midlands             | Aeropuerto de East Midlands                            | Ryanair                                     | B737           |  |
| Edimburgo                 | Aeropuerto de Edimburgo                                | easyJet Jet2.com                            | A3xx           |  |
| Exeter                    | Aeropuerto Internacional de Exeter                     | Ryanair                                     | B737           |  |
| Glasgow                   | Aeropuerto Internacional de Glasgow                    | Jet2.com                                    |                |  |
| Leeds                     | Aeropuerto Internacional de Leeds Bradford             | Jet2.com                                    |                |  |
| Liverpool                 | Aeropuerto de Liverpool-John Lennon                    | easyJet                                     | A3xx           |  |
| Londres                   | Aeropuerto de Londres-Gatwick                          | British Airways easyJet                     | A3xx           |  |
| Londres                   | Aeropuerto de Londres-Luton                            | easyJet                                     | A3xx           |  |
| Londres                   | Aeropuerto de Londres-Stansted                         | easyJet Jet2.com Ryanair                    | A3xx B737      |  |
| Mánchester                | Aeropuerto de Mánchester                               | Jet2.com Ryanair                            | B737           |  |
| República Checa           |                                                        |                                             |                |  |
| Praga                     | Aeropuerto de Praga                                    | easyJet Europe SmartWings                   | A3xx           |  |
| Rumania                   |                                                        |                                             |                |  |
| Bucarest                  | Aeropuerto Internacional de Bucarest-Henri Coandă      | Wizz Air                                    | A32x           |  |
| Suecia                    |                                                        |                                             |                |  |
| Estocolmo                 | Aeropuerto de Estocolmo-Arlanda                        | Ryanair SAS                                 | B737           |  |
| Suiza                     |                                                        |                                             |                |  |
| Ginebra                   | Aeropuerto Internacional de Ginebra                    | easyJet Switzerland                         | A3xx           |  |
| Zúrich                    | Aeropuerto Internacional de Zúrich                     | easyJet Europe Swiss                        | A3xx A         |  |
| Suiza Francia Alemania    |                                                        |                                             |                |  |
| Basilea/Mulhouse/Friburgo | Aeropuerto de Basilea-Mulhouse-Friburgo                | easyJet Switzerland                         | A3xx           |  |
| Turquía                   |                                                        |                                             |                |  |
| Estambul                  | Aeropuerto Internacional Atatürk                       | Turkish Airlines                            |                |  |

Fuente: Aeropuerto de Nápoles

## Conexiones de transporte

### En automóvil
El aeropuerto es fácilmente accesible desde toda la ciudad gracias a la salida "Capodichino" de la Tangenziale, una autovía urbana (A56) que conecta la ciudad de Nápoles con el área metropolitana y las autovías a Roma (A1), Salerno (A3) y Bari (A16).

### Líneas de autobús
La línea Alibus conecta el aeropuerto con la Estación de Nápoles Central (Piazza Garibaldi) y la Estación Marítima (Piazza del Municipio), mientras que la línea C68 lo conecta con Piazza Carlo III. La distancia aeropuerto/centro ciudadano es de unos 7 km.
El aeropuerto también está conectado con Avellino, Benevento, Caserta, Potenza, Sorrento, Salerno y Serre.

### En taxi
Existen tarifas fijas a los principales destinos dentro de los límites de la ciudad de Nápoles desde el aeropuerto: Centro de Nápoles, Molo Beverello (Puerto), Mergellina (embarcaciones a las islas de Capri e Isquia).

### Rutas de metro
Está planeada la estación Capodichino Aeroporto del metro de Nápoles (Línea 1), proyectada por Richard Rogers.

## Galería

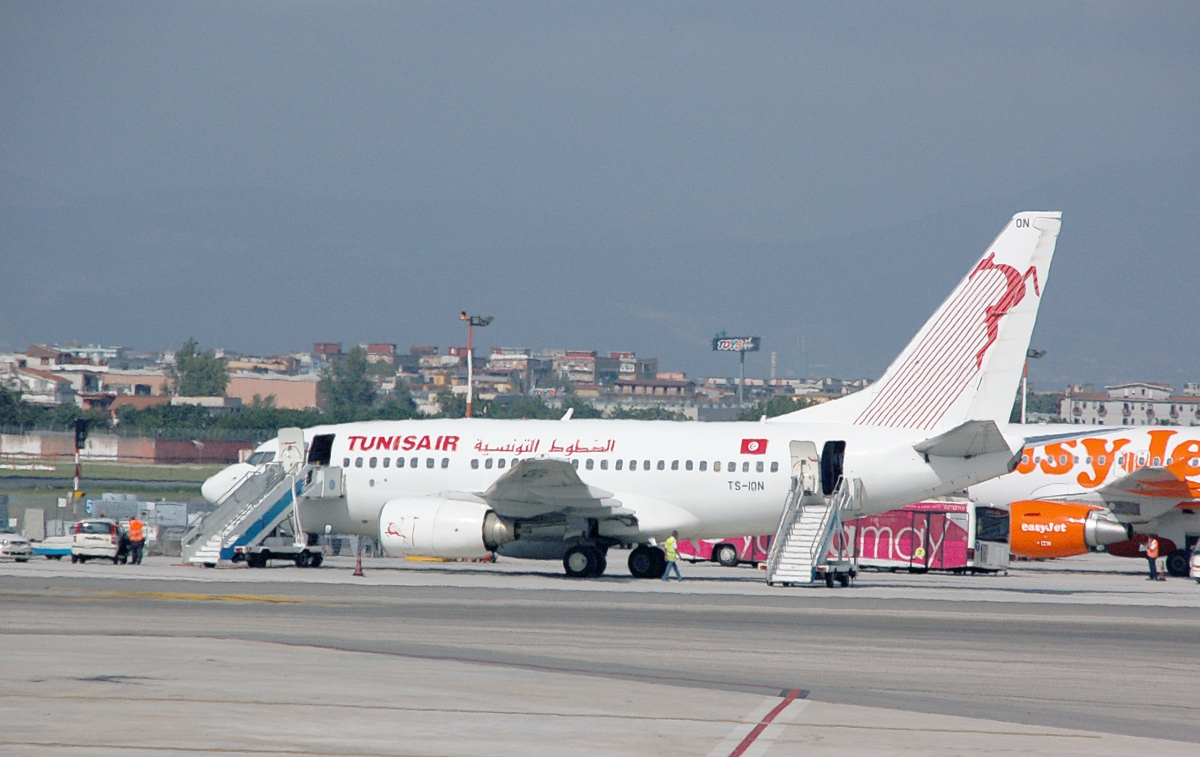
Boeing 737-500 de la  aerolínea Tunisair, aparcado en la Terminal 1.
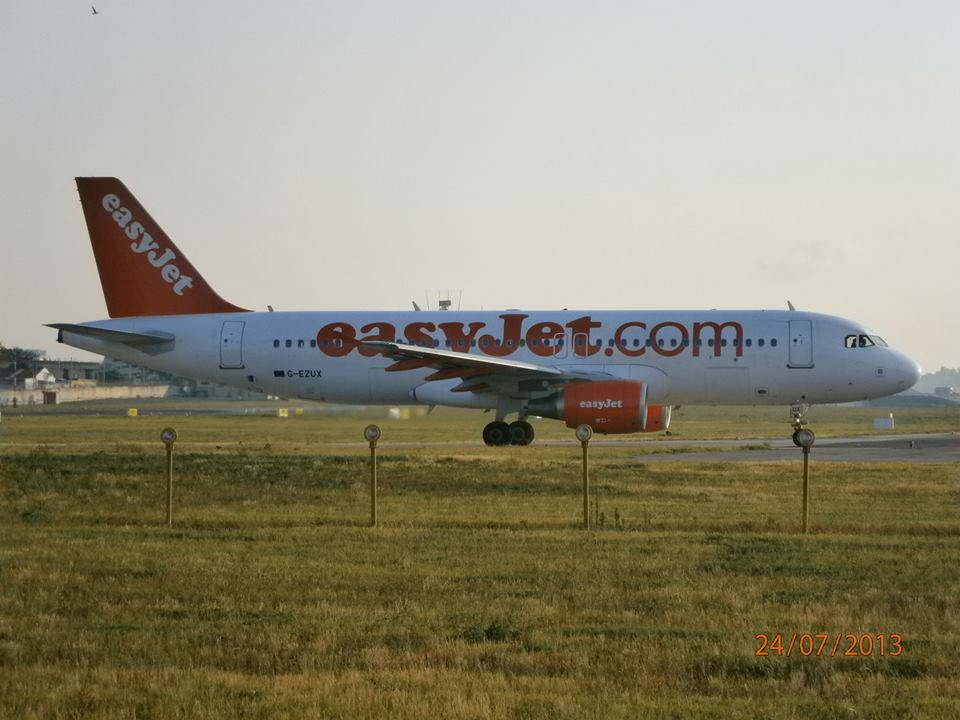
Airbus A320 EasyJet, pista 24.
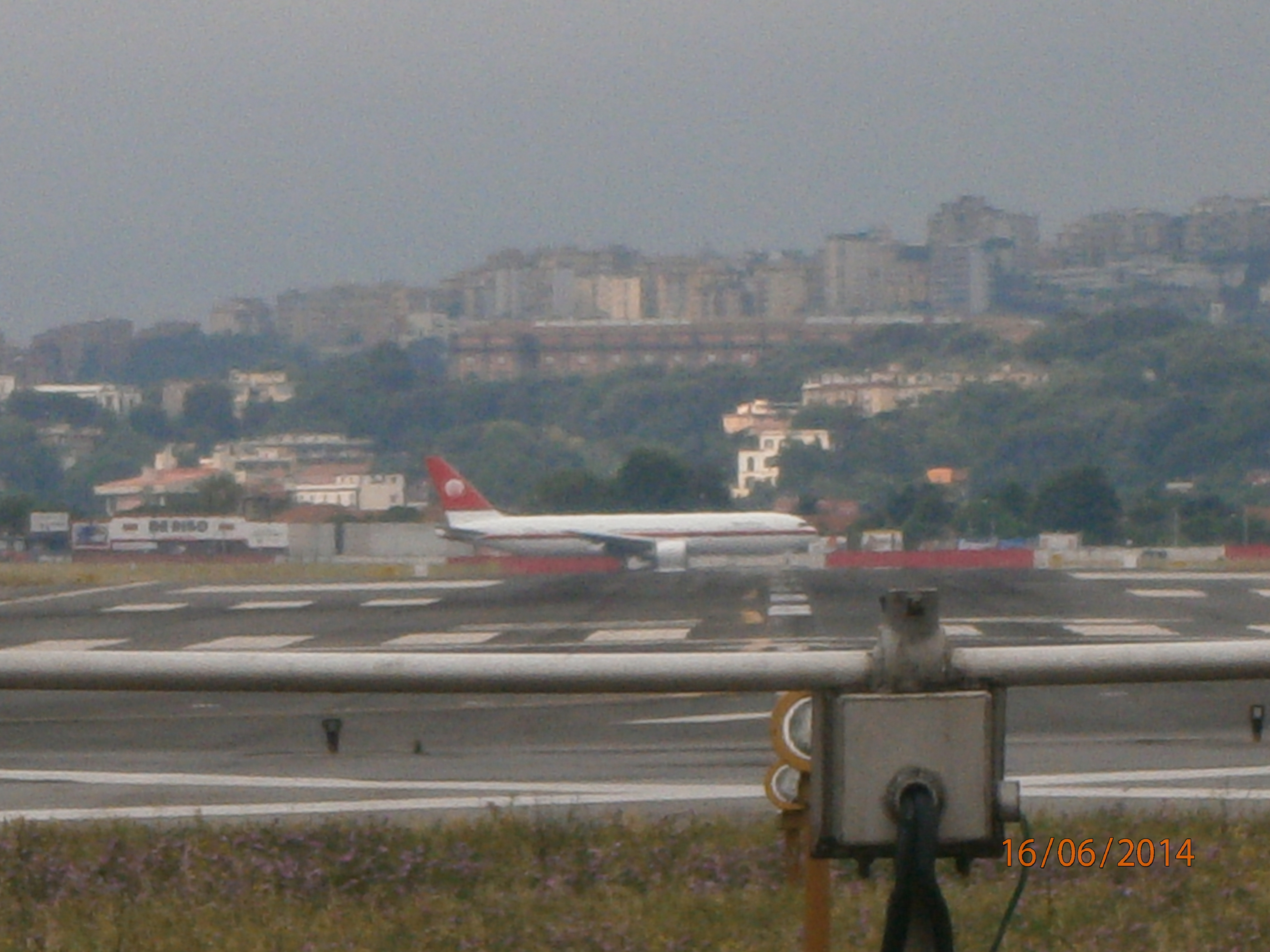
Boeing 767 Meridiana Fly, pista 06.
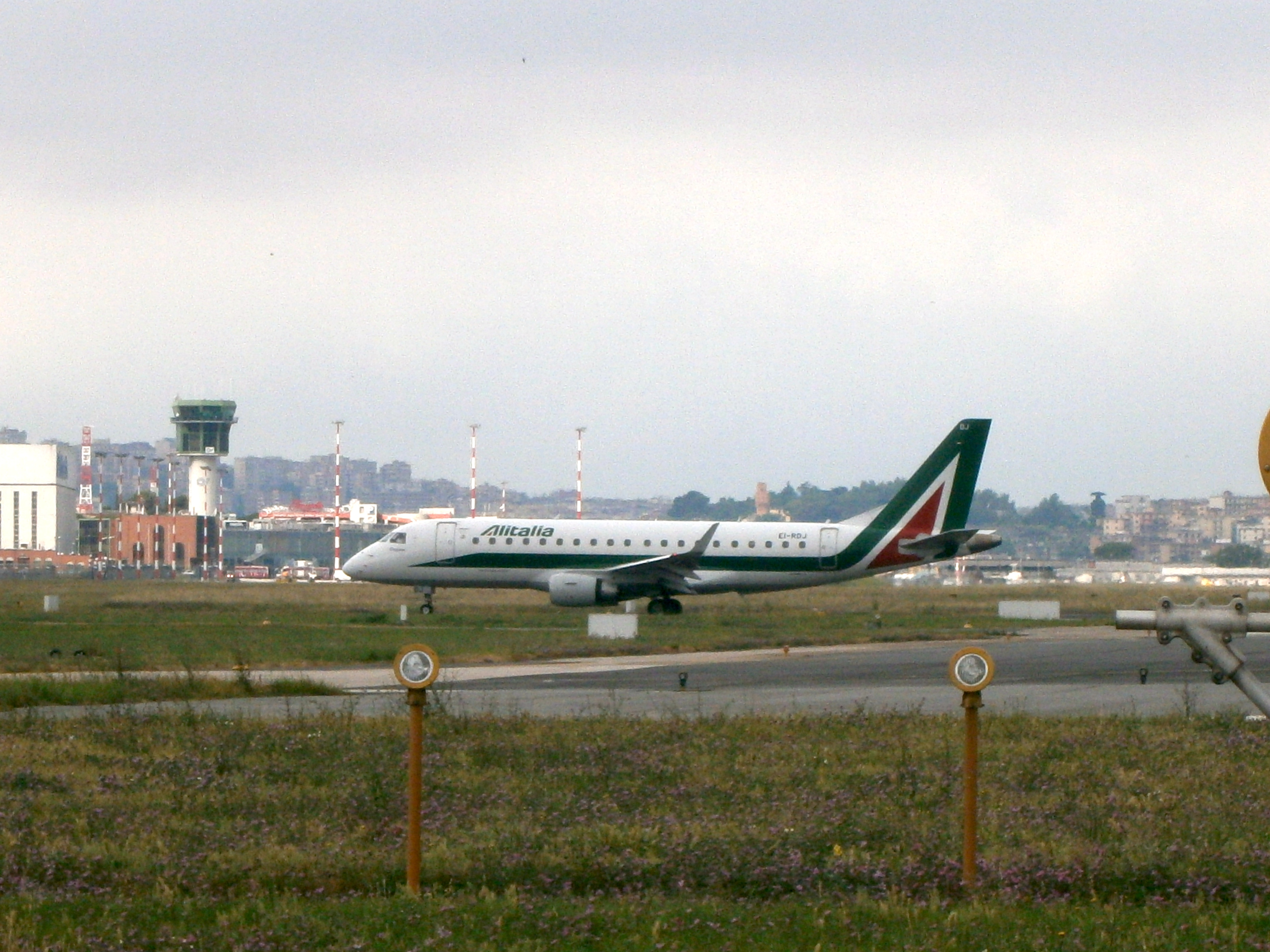
Embraer 175 Alitalia.
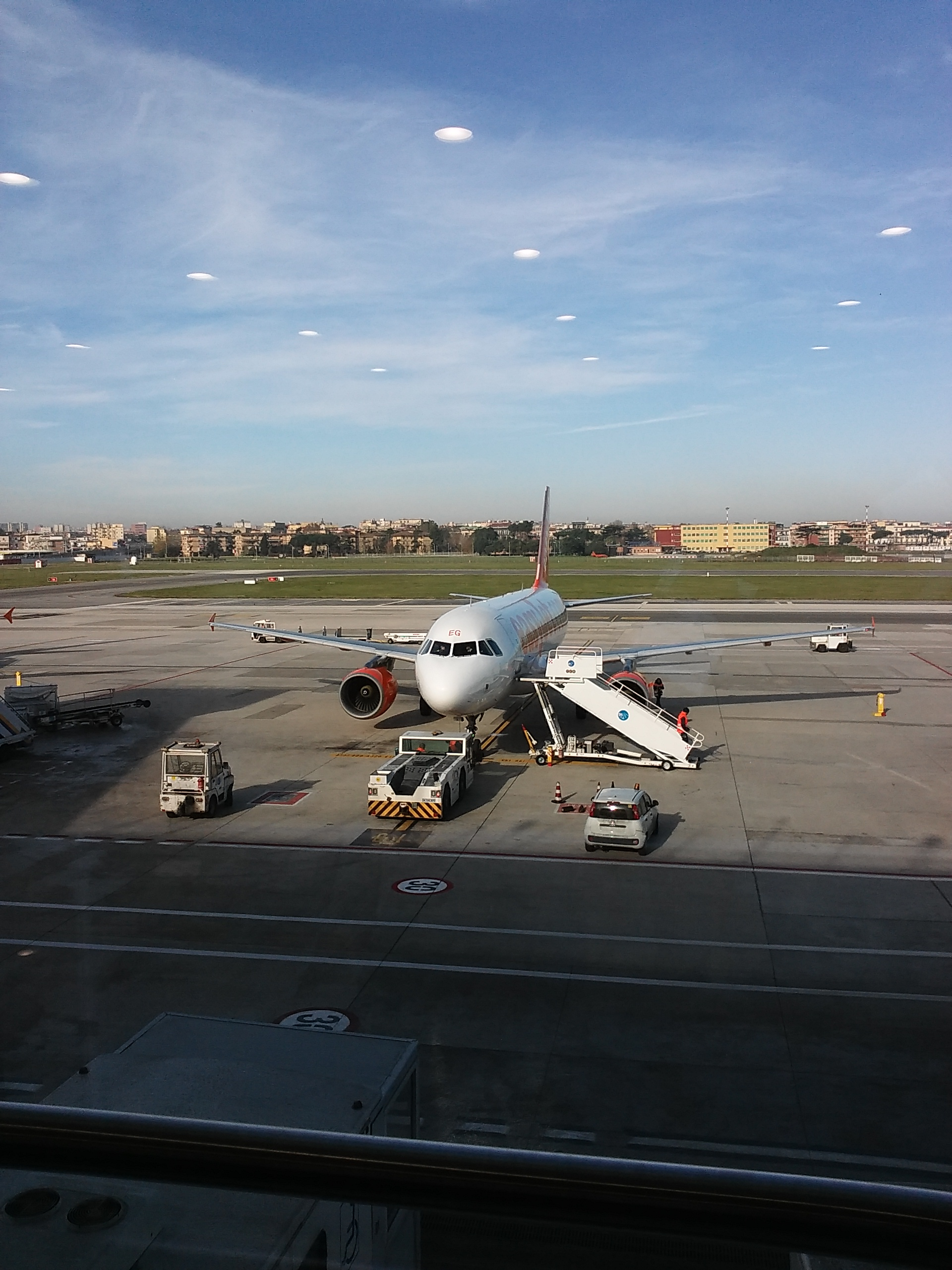
Un Airbus A319 de Easyjet desde el Terminal 1.